# Konzhukovia
Konzhukovia là một loài động vật lưỡng cư Temnospondyli tuyệt chủng trong họ Archegosauridae. Loài điển hình là Konzhukovia vetusta.